# Dmitri Poloz
Dmitri Dmitrievitch Poloz (en russe : Дми́трий Дми́триевич По́лоз), né le 12 juillet 1991 à Stavropol en Russie, est un footballeur international russe, qui évolue au poste de milieu offensif au Torpedo Moscou.

## Biographie

### Carrière en club
Dmitri Poloz commence le football au Dinamo Stavropol. Entre 2008 et 2011, il joue pour l'équipe réserve du Lokomotiv Moscou. Le 15 juillet 2009, il joue son premier match professionnel lors d'un match de coupe contre le SKA-Khabarovsk (défaite 2-1).
Le 12 janvier 2012, il signe un contrat de 3 ans au FK Rostov. Le 17 mars, il fait ses débuts en Premier-Liga contre le Terek Grozny. La saison suivante, le 12 décembre, il inscrit son premier but en Premier-Liga contre le FK Krasnodar (défaite 3-2).
Lors de la saison 2016-17, il marque son premier but en Ligue des champions contre le RSC Anderlecht (2-2) lors du troisième tour de qualification. Lors du barrage, il inscrit le quatrième but contre l'Ajax Amsterdam (victoire 4-1), contribuant ainsi à la première qualification de son équipe pour la phase de groupes. 
Lors de la 2e journée de la phase de groupes, il inscrit un doublé contre le PSV Eindhoven (2-2), puis lors de la 5e journée, il inscrit un inscrit un penalty contre le Bayern Munich lors d'une victoire 3-2.  
Avec le club du FK Rostov, Dmitri Poloz dispute neuf matchs en Ligue des champions, pour cinq buts inscrits, et deux matchs en Ligue Europa.

### Carrière internationale
Dmitri Poloz compte 6 sélections avec l'équipe de Russie depuis 2014,.
Il est convoqué pour la première fois en équipe de Russie par le sélectionneur national Fabio Capello, pour un match amical contre l'Azerbaïdjan le 3 septembre 2014. Il commence la rencontre comme titulaire, et sort du terrain à la 76e minute de jeu, en étant remplacé par Aleksandr Samedov. Le match se solde par une victoire 4-0 des Russes.

## Palmarès
- Avec le FK Rostov
  - Vainqueur de la Coupe de Russie en 2014

## Statistiques
| Saison                | Club                     | Championnat           | Championnat | Championnat | Coupe(s) nationale(s) | Coupe(s) nationale(s) | Supercoupe | Supercoupe | Compétition(s) continentale(s) | Compétition(s) continentale(s) | Compétition(s) continentale(s) | Russie | Russie | Total | Total |
| Saison                | Club                     | Division              | M.          | B.          | M.                    | B.                    | M.         | B.         | Comp.                          | M.                             | B.                             | M.     | B.     | M.    | B.    |
| 2009                  | Lokomotiv Moscou         | D1                    | -           | -           | 1                     | 0                     | -          | -          | -                              | -                              | -                              | -      | -      | 1     | 0     |
| Sous-total            | Sous-total               | Sous-total            | -           | -           | 1                     | 0                     | -          | -          | -                              | -                              | -                              | -      | -      | 1     | 0     |
| 2011-2012             | FK Rostov                | D1                    | 9           | 0           | 1                     | 0                     | -          | -          | -                              | -                              | -                              | -      | -      | 10    | 0     |
| 2012-2013             | FK Rostov                | D1                    | 19          | 3           | 3                     | 0                     | -          | -          | -                              | -                              | -                              | -      | -      | 22    | 3     |
| 2013-2014             | FK Rostov                | D1                    | 27          | 1           | 3                     | 0                     | -          | -          | -                              | -                              | -                              | -      | -      | 30    | 1     |
| 2014-2015             | FK Rostov                | D1                    | 20          | 4           | 1                     | 0                     | 1          | 0          | C3                             | 2                              | 0                              | 2      | 0      | 26    | 4     |
| 2015-2016             | FK Rostov                | D1                    | 30          | 7           | -                     | -                     | -          | -          | -                              | -                              | -                              | -      | -      | 30    | 7     |
| 2016-2017             | FK Rostov                | D1                    | 26          | 7           | -                     | -                     | -          | -          | C1+C3                          | 10+4                           | 5+2                            | 11     | 2      | 51    | 16    |
| 2020-2021             | FK Rostov                | D1                    | 12          | 4           | -                     | -                     | -          | -          | C3                             | 1                              | 0                              | -      | -      | 13    | 4     |
| Sous-total            | Sous-total               | Sous-total            | 143         | 26          | 8                     | 0                     | 1          | 0          | -                              | 17                             | 7                              | 13     | 2      | 182   | 35    |
| 2017-2018             | Zénith Saint-Pétersbourg | D1                    | 19          | 1           | 1                     | 1                     | -          | -          | C3                             | 11                             | 1                              | 2      | 0      | 33    | 3     |
| 2018-2019             | Rubin Kazan (prêt)       | D1                    | 27          | 5           | 3                     | 0                     | -          | -          | -                              | -                              | -                              | 4      | 1      | 34    | 6     |
| 2019-2020             | FK Sotchi                | D1                    | 24          | 5           | 1                     | 0                     | -          | -          | -                              | -                              | -                              | -      | -      | 25    | 5     |
| 2020-2021             | FK Sotchi                | D1                    | 3           | 1           | -                     | -                     | -          | -          | -                              | -                              | -                              | -      | -      | 3     | 1     |
| 2020-2021             | FK Rostov                | D1                    | 26          | 6           | 1                     | 0                     | -          | -          | C3                             | 1                              | 0                              | -      | -      | 28    | 6     |
| 2021-2022             | FK Rostov                | D1                    | 27          | 14          | 1                     | 0                     | -          | -          | -                              | -                              | -                              | -      | -      | 28    | 14    |
| 2022-2023             | FK Rostov                | D1                    | 16          | 8           | 4                     | 1                     | -          | -          | -                              | 20                             | 9                              |        |        |       |       |
| Total sur la carrière | Total sur la carrière    | Total sur la carrière | 285         | 61          | 20                    | 2                     | 1          | 0          | -                              | 29                             | 8                              | 19     | 3      | 354   | 74    |